# 郭福禄
郭 福禄（クァク・ポンノク、朝鮮語: 곽복록/郭福祿、1922年2月28日 - 2011年5月28日）は、大韓民国の教授、ドイツ文学者。本貫は玄風郭氏。西江大学校人文科学研究所長・文科大学長・名誉教授。韓国独文学会長、初代韓国ゲーテ協会長を歴任。

## 経歴
日本統治時代の咸鏡北道城津郡（現・朝鮮民主主義人民共和国金策市）出身。1948年にソウル大学校文理科大学独語独文学科を卒業後渡米し、1952年にアズベリー神学校で宗教教育修士取得、1955年にシカゴ大学大学院で文学修士取得、その後渡独し、1956年にフライブルク大学で修学後、1960年にヴュルツブルク大学で文学博士取得。帰国し、1961年から1964年まで成均館大学校独文科教授、1964年から1966年までソウル大学校文理科大学独文科教授、1966年より西江大学（のちの西江大学校）・西江大学校人文大学独文科教授・人文科学研究所長・文科大学長を歴任、1987年より同校名誉教授。1987年から1988年まで崇実大学校特別待遇教授。このほか、駐韓ドイツ大使館顧問、韓独協会総務、国際ペンクラブ韓国本部事務局長・専務理事、韓国独文学会長、初代韓国ゲーテ協会長などを務めた。2011年に心臓病により死去、享年89。

## 活動
1976年に東西文化社より『魔の山』の翻訳書を出版したことにより、1977年に国際ペンクラブ韓国本部の第17回翻訳文学賞を受賞した。1982年にはヨハン・ヴォルフガング・フォン・ゲーテが死後150年となったことを記念して発足した韓国ゲーテ協会の会長に就任し、1999年にゲーテが生誕250周年を迎えたことから翻訳を始め、2007年に東西文化社より韓国語において初の完訳書である『ゲーテとの対話』を出版した。

## 賞勲
※国名の記載のないものは自国における受賞。
1967年 西ドイツ（現・ドイツ）文化勲章
1977年 国際ペンクラブ韓国本部 第17回翻訳文学賞（該当作品 東西文化社『魔の山』）
1987年 国民勲章柘榴章など